# 不同意性交等罪
不同意性交等罪（ふどういせいこうとうざい）は、16歳以上の者に対し、後述の8つの要件によって同意しない意思を形成・表明・全うすることが困難な状態にさせ又はその状態にあることに乗じて性交等を行うこと、または16歳未満の者に対し性交等を行うことを内容とする犯罪類型。
かつての強制性交等罪と準強制性交等罪を一本化した罪名であり、2023年7月13日に改正刑法が施行された。以前の強制・準強制性交等罪では、「暴行・脅迫」を用いることや「心神喪失・抗拒不能（抵抗ができない状態）」に乗じる/させることが成立要件になっていたが、「被害者の強い抵抗があったかどうかが重視され、司法判断にばらつきがある」「『暴行や脅迫』がなくても恐怖で体が固まったり、相手との関係性で抵抗できないなどの実態がある」として、見直しが求められていた。不同意性交等罪では、条文に「有効な同意」ができない8つの典型的な場面を挙げ、また婚姻の有無を問わないことを明示し、性交同意年齢を13歳から16歳へと引き上げた。
この罪を犯した者は、5年以上の有期拘禁刑に処されることがある。

## 概要

### 不同意性交等罪
16歳以上の者に対し暴行・脅迫をはじめ有効な同意のできない8つの要件のいずれかの状況のもと性交等を行うこと、または16歳未満の者に対し同意の有無を問わず性交等を行うことを内容とする犯罪類型である。主体・客体ともに性別不問である。
法定刑は5年以上（20年以下、加重により30年以下）の懲役。

#### 性交等の定義
「性交等」には、性交、肛門性交、口腔性交のほか体の一部や物を膣または肛門に挿入する行為が該当する。性交、肛門性交、口腔性交の定義については強制性交等罪を参照。

#### 8つの要件
1つ前の条文である第176条（不同意わいせつ罪）に基づき、不同意性交罪の成立要件として、以下の8つが挙げられている。
1. 「暴行や脅迫をする（暴行や脅迫を受ける）」
2. 「精神的、身体的な障害を生じさせる（心身の障害がある）」
3. 「アルコールや薬物を摂取させる（アルコールや薬物の影響がある）」。
相手がアルコールの影響がある場合は要件に該当するが、その上で「同意しない意思を形成・表明・全うすることが困難なほど酔っている」ことが必要である[12][13]。つまり、同意しない意志を形成・表明・全うすることが出来る状態にある人と、同意を取った上で行う性交は罪にならない[14]。場合によっては、酩酊の程度が考慮されるなど、個別の事案ごとに証拠に基づいて判断されることになる[12]。
4. 「眠っているなど、意識がはっきりしていない状態にさせる（意識が不明瞭な状態にある。同意を示すためには、性行為が持つ意味とリスクを十分に理解していることが前提となるため、寝ている人は同意を示すことができない[15]）」
5. 「拒絶するいとまを与えない（被害者が急に襲われる場合などを想定）」
6. 「恐怖・驚がくさせる（恐怖・驚がくしている。ショックで体が硬直し、いわゆるフリーズ（凍りつき）状態になった場合などを想定）」
7. 「虐待による心理的反応を生じさせる（被害者が長年にわたって性的虐待を受けることで、拒絶する意思すら生じない場合などを想定）」
8. 「経済的・社会的関係の地位に基づく影響力で受ける不利益を憂慮させる（不利益を憂慮している。教師から生徒、上司から部下、スポーツの指導者から選手に対する行為などで、断ったら不利益を受ける可能性がある場合）[16]」
  - 以上「1 - 8の行為や状況」または、「わいせつな行為ではないと勘違いさせたり、人違いをさせる/していること」により「性的行為に同意しない意思を形成（同意しないことを発想もできない）、表明（同意しないことを言えない）、全うすることが困難（同意しないと言っているのに無視して押し切られる）な状態にさせたり、そうした状態に乗じたりして、性的行為をした」場合に処罰される[2][17][18]。今まで通り、立証責任は検察官にあるため、8類型にプラスして同意がなかった/全う出来なかったことを証明するビデオや元々の関係性、性交後の行動など事実を捜査して、総合的に評価が行われる[14]。

### 監護者性交等罪
18歳未満の者に対して、その者を現に監護する者（監護者）であることによる影響力があることに乗じて性交等をした場合には、監護者性交等罪（第179条第2項）に当たる。性交等の定義と法定刑は不同意性交等罪と同一である。

#### 監護者
本条項の主体は、（18歳未満の者を）「現に監護する者」であり、真正身分犯である。「現に監護する者」の範囲に関しては、次の衆議院法務委員会での政府参考人の答弁（抄）によれば、以下の場合が想定されている。
2017年（平成29年）6月7日衆議院法務委員会での林眞琴政府参考人の答弁
…監護するというのは、民法八百二十条に親権の効力と定められているところと同様に監督し、保護することをいいまして、十八歳未満の者を現に監護する者とは、十八歳未満の者を現に監督し、保護している者をいいます。
本罪の現に監護する者に当たるか否かは個別の事案における具体的な事実関係によって判断されることとなりますが、民法における監護の概念に照らしまして、現にその者の生活全般にわたって、衣食住などの経済的な観点でありますとか生活上の指導監督などの精神的な観点、このようなものから依存、被依存ないし保護、被保護の関係が認められ、かつ、その関係に継続性が認められるということが必要であると考えております。
（中略）例えばスポーツのコーチでありますとかあるいは教師など、こういった者についてはやはり通常は、生徒等との間に生活全般にわたる依存、被依存ないし保護、被保護の関係が認められないことから、現に監護する者に当たらない場合が多いと考えております。
最高裁判所は、2025年（令和7年）1月27日付の決定にて、交際中の母親（監護者）に娘を説得させて被告との性交に応じさせた内縁の夫に関して、被告人は、本件児童の監護者ではないと判ずる一方で、「監護者の身分のない者が、監護者と共謀して、監護者であることによる影響力があることに乗じて当該18歳未満の者に対し性交等をした場合、監護者性交等罪の共同正犯が成立する」旨の判断をし、本罪の身分犯の共犯を認めた。

#### 影響力
「影響力があることに乗じて」については、前記と同じの答弁（抄）によれば、以下の場合が想定されている。
2017年（平成29年）6月7日衆議院法務委員会での林眞琴政府参考人の答弁
乗じてとの用語でございますが、...現に監護する者であることによる影響力が一般的に存在し、当該行為時においても、その影響力を及ぼしている状態で性的行為を行うということを意味します。...性的行為を行う特定の場面におきまして、監護者からこの影響力を利用する具体的な行為がない場合でありましても、このような一般的かつ継続的な影響力を及ぼしている状態であれば、被監護者にとっては監護者の存在を離れて自由な意思決定ができない状態であると言えます。
その上で、被監護者である十八歳未満の者を現に監護し、保護している立場にある者がこのような影響力を及ぼしている状態で当該十八歳未満の者に対して性的行為をすることは、それ自体が被監護者にとって当該影響力により被監護者が監護者の存在を離れて自由な意思決定ができない状態に乗じていることにほかならないと言えます。
よって、乗じてと言えるためには、性的行為に及ぶ特定の場面において影響力を利用するための具体的な行為は必要なく、影響力を及ぼしている状態で行ったということで足りると考えております。

### 結果的過重犯
人の死傷を伴う場合は、結果的加重犯として刑がより重くなる。不同意性交等罪若しくは監護者性交等罪又はこれらの罪の未遂罪を犯しよって人を死傷させた時は、無期又は6年以上の懲役となる。

## 過去の類型
ここでは、過去に規定されていた犯罪類型の法的観点からのそれぞれの罪の概要について述べる。改正の経緯については、後述の節を参照のこと。
| 罪                                                 | 適用期間       | 構成要件 | 構成要件                                                                                               | 構成要件                                                 | 構成要件 | 公訴時効 | 親告罪                                                    | 有期懲役                                | 廃止                                                           | 新設 |
| 罪                                                 | 適用期間       | (a) 罪名：手段・状況 | (b) 性行為                                                                                             | (c) 被害者                                               | (d) 性交同意年齢                                                                                              | 公訴時効 | 親告罪                                                    | 有期懲役                                | 廃止                                                           | 新設 |
| -------------------------------------------------- | -------------- | --- | --- | -------------------------------------------------------- | --- | -------- | --------------------------------------------------------- | --------------------------------------- | -------------------------------------------------------------- | --- |
| 強姦罪 (第177条) 準強姦罪 (第178条)                | 1908年- 2017年 | 強姦罪：「暴行・脅迫」を用いる 準強姦罪：「心神喪失・抗拒不能（抵抗ができない状態）」にする/乗じる                                                                              | 男性器の挿入が条件 姦淫（男性器を女性器に挿入する）                                                    | 被害者は女性、加害者は男性のみ                           | 13歳 13歳未満は、 (a)の要件なし、 相手が同意していても処罰の対象                                              | 10年     | 親告罪 (被害者が告訴しなければ、検察は事件を起訴できない) | 2-15年(1908-2004年) 3-20年(2005-2017年) |                                                                | |
| 強制性交等罪(第177条) 準強制性交等罪(第178条第2項) | 2017年- 2023年 | 強制性交等罪：「暴行・脅迫」を用いる 準強制性交等罪：「心神喪失・抗拒不能（抵抗ができない状態）」にする/乗じる                                                                  | 男性器の挿入が条件 性交、肛門性交または口腔性交（男性器を女性器や肛門、口腔内に挿入する/させる）       | 性別を問わない（女性以外も被害者に、男性以外も加害者に） | 13歳 （〃）                                                                                                   | 10年     | 非親告罪 （事件の認定をもって、検察は事件を起訴できる）   | 5-20年                                  | 法定刑の引き上げに伴い「集団強姦罪」「集団強姦致死傷罪」を廃止 | 「監護者性交等罪」「監護者わいせつ罪」 18歳未満の子どもを監護（生活全般を支える）する親や児童養護施設職員など、その影響力に乗じて性交・わいせつ行為をした者を処罰できる |
| 不同意性交等罪(第177条)                            | 2023年-        | 不同意性交等罪：「8つの行為や状況」または「わいせつな行為ではないと勘違いさせたり、人違いさせる/していること」により「被害者が同意しない意思を表すことが難しい状態にする/乗じる | 性交、肛門性交または口腔性交に加えて、体の一部（指など）や物を、膣や肛門に挿入する行為も「性交」扱いに | 性別を問わない                                           | 16歳 13未満は、(a)の要件なし； 13-15歳は、5歳以上年上の加害者は(a)の要件なし、 相手が同意していても処罰の対象 | 15年     | 非親告罪                                                  | 5-20年                                  | 〔強制性交等罪と準強制性交等を統合〕                           | 「性的面会要求罪」「性的姿態撮影罪」 |

### 2017年までの類型

#### 強姦罪
暴行又は脅迫を用いて13歳以上の女子を姦淫、または、13歳未満の女子を姦淫することを内容とする犯罪である。法定刑は3年以上20年以下（2004年改正以前は2年以上15年以下）の懲役。
姦淫とは、男性生殖器を女性生殖器に挿入すること、つまり性交であり、現在の性交等よりも範囲が限られていた。
強姦罪は真正身分犯（構成的身分犯）である（最判昭和40年3月30日刑集19巻2号125頁）ので、原則として加害者は男性であり、女性は強姦罪の加害者になりえない（女性は単独で直接正犯となりえない）。一方、刑法65条1項により、女性が加害男性と共謀した場合には強姦罪の共犯となりうる（最高裁判所昭和40年3月30日判決）。
強姦罪の客体（被害者）は女性に限定されていた。この点に関して、刑法177条の規定が憲法14条1項の法の下の平等に反しないか争われた裁判では、最高裁判例は違憲ではないとしている（最高裁判所昭和28年6月24日判決）。
強姦に着手し、これを遂げない間に相手を殺害した直後、引き続き姦淫を遂げたときは、相手が既に死亡していても、強姦については既遂罪が成立する（大阪高等裁判所昭和42年5月29日判決）。
強姦罪の暴行・脅迫については「相手方の反抗を著しく困難にする程度のものであれば足りる」として、強盗罪の場合のような、相手方の反抗を不能にする程度までの暴行・脅迫でなくともよいとする（最高裁判所昭和24年5月10日判決）。相手方が13歳未満の女子の場合は、脅迫・暴行がなく、または同意があったとしても強姦罪を構成する（刑法177条後段）。判断能力の未熟な青少年を法的に保護する趣旨である。

#### 準強姦罪
暴行・脅迫によらない場合も、女性の心神喪失・抗拒不能に乗じ、又は女性を心神喪失・抗拒不能にさせて姦淫した場合は、準強姦罪が成立した（刑法178条2項）。法定刑は強姦罪と同様。
心神喪失とは、精神的な障害によって正常な判断力を失った状態をいい、抗拒不能とは、心理的・物理的に抵抗ができない状態をいう。睡眠・飲酒酩酊のほか、著しい精神障害や、知的障害にある女性に対して姦淫を行うことも準強姦罪に該当する（福岡高裁昭和41年8月31日判決）。

#### 集団強姦罪
2人以上の者が共同して強姦（準強姦含む）した場合、集団強姦罪として法定刑が加重される。なお、集団強姦罪の場合は、実際に性行為に参加していなくても、その場にいれば成立する。法定刑は4年以上20年以下の懲役。2004年に新設、2017年廃止。

#### 結果的加重犯（2017年までの類型）
上記の罪又はその未遂罪を犯し、よって人を死傷させた場合には結果的加重犯として刑が加重される。強姦致死傷罪、準強姦致死傷罪は無期又は5年以上20年以下の懲役（平成16年改正以前は無期又は3年以上15年以下の懲役）、集団強姦致死傷罪は無期又は6年以上の懲役であった。

### 2017年から2023年までの類型

#### 強制性交等罪
13歳以上の者に対し暴行又は脅迫を用いて人に性交等を強い、また暴行・脅迫の有無を問わず13歳未満の者と性交等をすることを内容とする犯罪である。法定刑は5年以上20年以下の懲役。旧強姦罪。
被害者、加害者ともに性別不問である。
性交等とは「性交、肛門性交又は口腔性交」である。本罪での「性交、肛門性交又は口腔性交」のそれぞれについては文理上定義はなく、判例も2018年（平成30年）時点で不明であるが、次の衆議院法務委員会での政府参考人の答弁（抄）によれば、以下の場合が想定されている。
2017年（平成29年）6月7日衆議院法務委員会での林眞琴政府参考人の答弁
まず、性交とは、膣内に陰茎を入れる行為をいいます。肛門性交とは、肛門内に陰茎を入れる行為をいいます。また、口腔性交とは、口腔内に陰茎を入れる行為をいいます。
本条におきましては、誰の陰茎を誰の膣内、肛門内、口腔内に入れるかについては文言上限定しておりませんので、自己の膣内等に被害者の陰茎を入れる行為を含むと解することができると考えて用いておるところでございます。
 したがいまして、今回の法案における性交、肛門性交または口腔性交とは、相手方の膣内、肛門内もしくは口腔内に自己の陰茎を入れる行為のほかに、自己の膣内、肛門内もしくは口腔内に相手方の陰茎を入れる行為を含むものであると考えております。
判例が不明のため構成要件該当性は不明であるが、この答弁の定義によった場合には、加害・被害側を問わず、行為者が男女間、または男性同士で、陰茎を膣、肛門もしくは口腔に入れ、または陰茎を膣、肛門もしくは口腔に入れさせた場合が対象となる。よって、オーラルセックス行為の内、フェラチオ行為でも加害・被害側を問わず対象となるが、クンニリングス行為の構成要件該当性、行為者が女性同士の場合の構成要件該当性、またフェラチオ行為についても、口腔内に陰茎を没入させず、舌で舐める等の行為に留まる場合の構成要件該当性については、この答弁においては明言されておらず、議論がある。
また、法制審議会第175回会議「性犯罪の罰則に関する検討会」における解釈では、「入れさせた」場合につき「陰茎を自己もしくは第三者の膣、肛門もしくは口腔に入れさせた」としている。
被害者が13歳未満の者の場合は、脅迫・暴行がなく、または双方の同意があったとしても強制性交等罪を構成する。

#### 準強制性交等罪
暴行・脅迫によらない場合も、心神喪失・抗拒不能に乗じ、又は心神喪失・抗拒不能にさせて性交等をした場合には、準強制性交等罪に当たる（刑法178条2項）。被害者が酒や薬物等で抵抗できない状態にされている際に課される。課される法定刑は強制性交等罪と同様。旧準強姦罪。

#### 結果的加重犯（2017年から2023年までの類型）
上記の罪又はその未遂罪を犯し、よって人を死傷させた場合には結果的加重犯として刑が加重される。強制性交等致死傷罪、準強制性交等致死傷罪ともに無期又は6年以上20年以下の懲役であった。

## 性犯罪に関する刑法改正の経緯

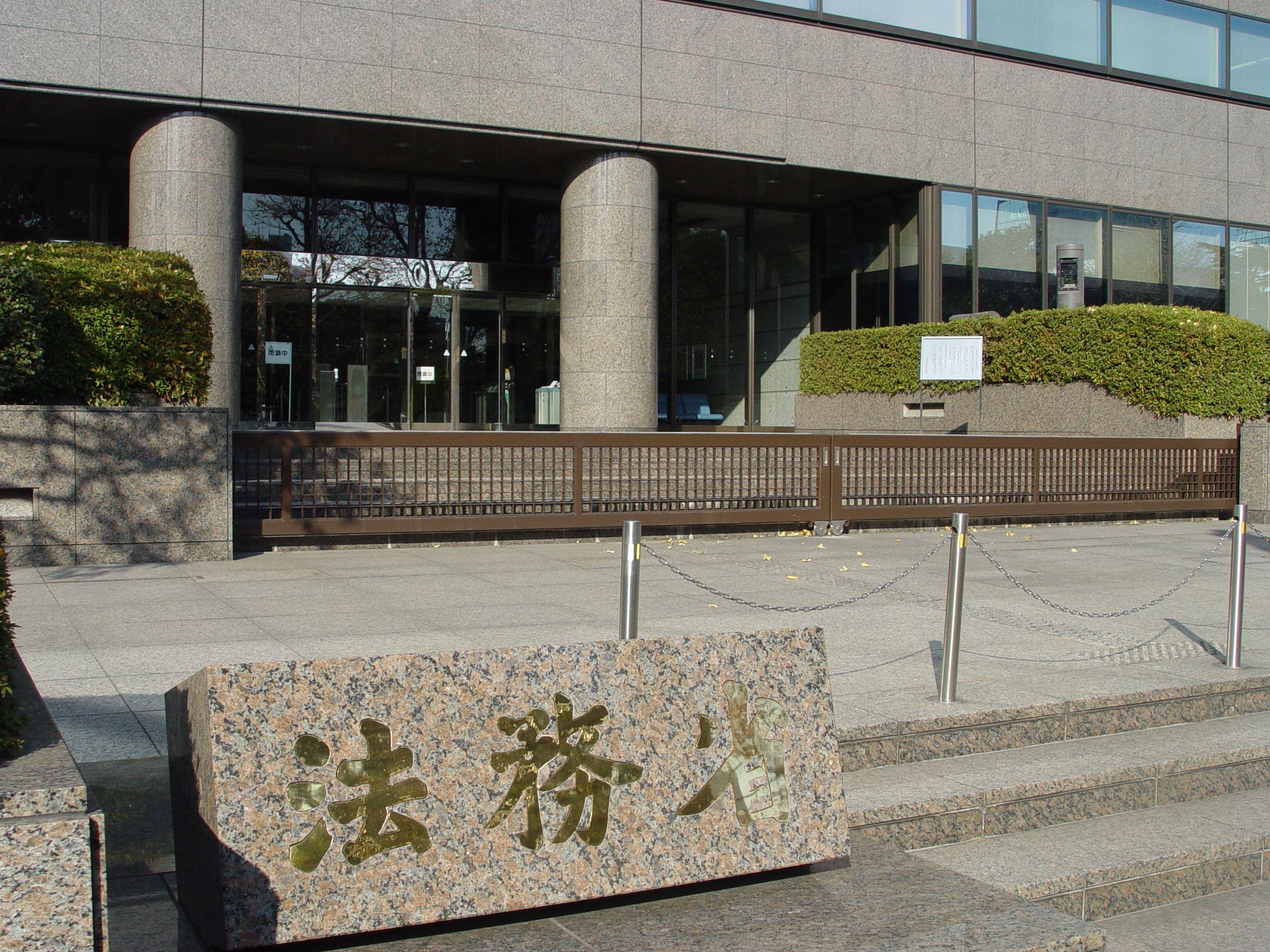
法務省

明治時代に定められた性犯罪に関する刑法は、性被害当事者が声を上げ、その声を各方面に働きかけた専門家や議員によって改正が実現されてきた。

### 年表
- 1880年（明治13年）、旧刑法に強姦罪（第348条・349条）が制定された[11][37]。
- 1907年（明治40年）、現行の刑法が制定され、強姦罪が規定された（性犯罪処罰規定の基本的な構成要件は2017年まで維持）[38][14][11]。
- 2004年（平成16年）、懲役の下限を2年から3年に引き上げた[39]。衆参両院の法務委員会の附帯決議で、性犯罪の在り方についてさらなる検討が求められた[40]。
- 2010年（平成22年）、第3次男女共同参画基本計画で女性に関するあらゆる暴力の根絶が掲げられ、2015年末までに強姦罪などの「非親告罪化」「性交同意年齢引き上げ」「暴行・強迫を要する構成要件の見直しが提案された[40][41]。
- 2017年（平成29年）、1907年の制定以来110年ぶりに大幅改正され、強姦罪から強制性交罪に改称された[38][25]。この改正刑法には、多くの課題が残されたとして、施行後3年を目途に実態に即して見直しを行うという附則が付いた[38][42][43]。
- 2019年3月（平成31年）、性犯罪に関する無罪判決が1ヶ月に4件相次ぎ、各地で性暴力に抗議する「フラワーデモ」が始まった[44][45][46]。
- 2020年（令和2年）、2017年改正法附則の3年後の見直しに従い、「性犯罪に関する刑事法検討会」が法務省内に設けられ、性被害当事者団体『一般社団法人Spring』の山本潤理事も委員になった[47][48][14]。
- 2021年（令和3年）、性暴力被害者の支援などに携わる13団体による「刑法改正市民プロジェクト」が、同意のない性行為を犯罪とする「不同意性交等罪」の創設を求める約6万1千人の署名を法務省に提出した[49][50]。
- 2023年（令和5年）、強制性交等罪と準強制性交等罪を統合して不同意性交等罪に改称した[6][51]。この改正刑法については、5年後に性被害の実態や社会の意識、特に性的同意についての意識も踏まえて見直しを検討することや、「不同意性交罪」の公訴時効の延長について、被害申告の困難さに関する調査をするという附則が付いた[52][5][8][53]。

### 2023年改正概要
不同意性交等罪では、条文に「有効な同意」ができない8つの典型的な場面を例示した。8つの類型には、「暴力・脅迫」だけでなく、「心身の障害がある場合」「アルコール・薬物を摂取している場合」「睡眠・意識不明瞭な場合」「拒絶する隙を与えない不意打ち」「恐怖・驚愕させた場合」「虐待による心理的反応がある場合」「地位・関係性が対等でない場合」が明記され、それに類する行為により「同意しない意思の形成、表明、全う」のいずれかが難しい状態にさせたり、そうした状態に乗じたりして、性行為をした」場合は処罰される。　「不同意性交等罪」という名称は、内心（不同意であったこと）のみを成立要件とはしていないが、「同意がない性行為は性犯罪になる」という性犯罪処罰規定の本質をメッセージとして伝えている。被害者が性行為に不同意である客観的な状況を条文の中で明確に規定しているため、法の明確性を守りつつ、これまでは処罰ができなかった加害者に対して適切な処罰が出来るようになる可能性がある。
不同意性交等罪では、男性器だけでなく、体の一部（指など）や物を膣や肛門に挿入することも「性交」扱いになった。配偶者（夫婦）間の不同意性交等の罪が成立することも明文化された。性的部位や下着などを盗撮したり拡散することを取り締まる「性的姿態撮影罪」（撮影罪）も新設された。公訴時効は10年から15年に延長され、被害者が未成年の場合は被害だと認識できるまでに時間がかかることなどから、公訴時効の起点を18歳とする。
大人から子どもへの、地位や信頼を利用した性暴力への対策も強める。性的行為の意味を理解し同意ができるとみなす「性交同意年齢」を13歳から16歳に引き上げ、16歳未満と性的行為を行った場合は、同意の有無に関わらず処罰の対象になる。ただし、13 - 15歳の場合は、5歳以上年上の者が処罰の対象になる。16歳未満をわいせつ目的で金銭提供を約束するなどして手なずけ、会うように仕向けたり、性的な自撮り画像などを送らせることを取り締まる「性的面会要求罪」も新設された。強制わいせつ罪（刑法第176条）と準強制わいせつ罪（刑法第178条）も統合し、罪名を「不同意わいせつ罪」（刑法第176条）に改めた。

## 1907年の制定（強姦罪）
1907年の強姦罪制定時は、加害者は男性に限られ、被害者は女性とされていた。女性は結婚相手以外の人と性交をしてはいけない「姦通」といった概念があり、家制度を守るために、「貞操」に対する罪として捉えられていた。性は、長らく「権利の問題」ではなく、家父長制や家族といった「あるべき規範」に縛られ、性暴力は「あってはならないことがおこってしまった」という観点から、被害者が責められ、告発しにくい状況があった。戦後は、「性的自由」の問題とするのが一般的となったが、「強姦」被害者の対象を女性のみにし、男性を含めないのは、女性の貞操への意識を残した差別的取り扱いではないかなどの批判もあった。

### 2004年の改正
1. 強姦罪の法定刑の下限を、懲役2年以上から3年以上に引き上げた[39]。
2. 集団強姦罪が新設された[66][22][67]。単独犯の強姦罪は親告罪で法定刑は3年以上であるのに対し、集団強姦罪は被害者の訴えがなくても検察官が起訴できる非親告罪であり、4年以上の懲役とした[66][22][67]。

- 衆参両議会の法務委員会の附帯決議で、性犯罪の在り方についてさらなる検討が求められた[40][14]。

### 集団強姦等罪（2004年創設、2017年廃止）
2004年の改正の際に、強姦罪等よりも重い刑を科すために創設されたが、2017年の改正で、強制・準強制性交等罪が非親告罪になり法定刑が5年以上に引き上げられて、集団強姦罪（旧刑法178条の2）の法定刑の4年以上を超えたため、廃止された。集団強姦等致死傷罪（旧刑法181条3項。無期または6年以上の懲役）も廃止され、強制性交等致死傷罪（刑法181条。無期または6年以上の懲役）に含められた。
集団強姦等罪は、2003年5月18日のインカレサークルの集団強姦事件であるスーパーフリー事件を受けて、2004年の刑法改正で創設された。2人以上の者が共同して強姦（準強姦含む）した場合に適用され、性別不問で実際に性行為に参加していなくても、その場に居れば刑罰が成立していた。

### 2010年の第3次男女共同参画基本計画における見直し
2010年、第3次男女共同参画基本計画で女性に関するあらゆる暴力の根絶が掲げられ、2015年末までに強姦罪などの「非親告罪化」「性交同意年齢引き上げ」「『暴行・強迫』を要する構成要件の見直し」が提案された。
1. 強姦罪の非親告罪化（告訴するかどうかの選択を迫られているように感じる被害者の心理的負担。被害者が低年齢の場合、告訴ができるかという懸念の存在）。
2. 性交同意年齢の引き上げ（13歳以上であれば性交がどのような行為か理解し、同意を自分で判断できるかが不明。性犯罪は10 -20歳の若年層が最も被害にあいやすい[22]）。
3. 「暴行・脅迫」を用いることを要件とする強姦罪の構成要件の見直し（被害者が恐怖や加害者の社会的地位への配慮により抵抗しないこともあるため）。

### 国際的観点からの問題点
性暴力について、日本は国連自由権規約委員会を始め、多くの国際的な条約機関から法改正の勧告を受けている。
- 2008年11月、国連自由権規約委員会は、「男女間の性交渉のみをの強姦罪の対象としていること」「攻撃に対する被害者の抵抗が犯罪の要件にされていること」「裁判官が被害者に抵抗したことの証拠を求めること」「被害者が13歳未満である場合以外は告訴が必要なこと」「加害者が公正な処罰を免れること」「被害者の支援が実行されていないこと」「性暴力の専門的な研修を受けた医療者が不足していること」等に懸念を示した[73] [74] 。委員会は、刑法第177条の強姦罪の定義を拡大し、「男性に対する強姦」と共に「近親相姦」「性交渉以外の性的虐待」も重大な犯罪とし、「被害者が攻撃に対して抵抗したことを立証しなければいけない負担を取り除くこと」「被害者の告訴がなくても起訴できるようにすること」「裁判官や警察官などに対する性暴力についてのジェンダーに配慮した研修を行うこと」を求めた[74]。
- 2014年、国連自由権規約委員会は、数ある問題点のうち「強姦罪の構成要件（攻撃に対する被害者の抵抗）の見直し」「性交同意年齢の引き上げ」「性犯罪の非親告罪化」について勧告した[71][72]。

## 2017年の改正（強制性交等罪に改称）
強姦罪から「強制性交等罪」、準強姦罪から「準強制性交等罪」に変更された。強制と準強制性交等罪の刑の重さ（量刑）は同じで、5年以上20年以下の有期懲役である。
強制性交等罪（刑法第177条旧規定）は、「暴行・脅迫」を用いた13歳以上の者への性交や肛門性交、口腔性交（以下「性交等」）、13歳未満の者への性交等に対する罪である。
準強制性交等（刑法第178条旧規定）は、被害者の「心神喪失」や「抗拒不能」な状況に乗じ、またはそのような状態にさせて性交等を行った場合に、「暴行・脅迫」がなくても罪に問えるものである。準強制性交等の適用範囲は広く、「心神喪失」とは、アルコールや薬物・精神障害・失神・睡眠・泥酔などから、自身の性行為について正常な判断ができない状態にある場合をいい、「抗拒不能」とは、手足を縛られたり、催眠術・錯誤・畏怖の状態など、物理的・心理的に抵抗ができない状態にあった場合をいう。準強制性交等罪は、強制性交等罪（177条旧規定、強姦罪）よりも「意思に反する性行為」を処罰する際に、広く適用できる条文だが、実際には強制性交等罪の適用が中心で、準強制性交等罪（準強姦罪）の適用は少数にとどまっている。

### 強姦罪からの変更点
2017年、性犯罪に関する刑法が1907年の制定以来110年ぶりに大幅改正され、強姦を罰する強姦罪から、より包括的な強制性交等罪へと改正された。この改正では、「女性以外の被害も対象にする」「懲役の下限を3年から5年に上げる」「被害者の告訴がなくても起訴できる（非親告罪化）」「監護者（親や養親）との性交同意年齢引き上げ」といった見直しが行われた。なお、この改正刑法には「『暴行・脅迫』の要件が据え置かれた」「公訴時効が短い」「性交同意年齢が13歳で明治時代の刑法のまま」など、多くの課題が残されたとして、施行後3年を目途に実態に即して見直しを行うという附則が付いた。
改正の要点は以下の通りであった。
1. 女性以外も被害者として認められるようになった[38][43][25]。強姦罪では「加害は男性、被害は女性」に限定されていたが[79]、強制性交等罪では、性別を問わず、他人に対して「男性器を膣や肛門、口腔内に挿入する/させる行為」をした場合は処罰されることになった[80][38][43]。強姦罪では、肛門性交や口腔性交に強姦罪は適用されず、刑が軽い強制わいせつ罪が適用されてきた[25][40][81]。これにより性差が撤廃されたとされ、附帯決議でも「被害の相談、捜査、公判のあらゆる過程において、男性や性的マイノリティに対して偏見に基づく不当な取扱いをしないことを研修等を通じて徹底する」という内容が明記された[24]。一方で、膣や肛門、口腔への「男性器の挿入」が犯罪の成立要件となっているため、指や器具など男性器以外の物を使った場合は、強制性交等罪は適用されない[82]。
2. 厳罰化し、 法定刑の下限を懲役3年以上から5年以上に引き上げ、5年以上20年以下の有期懲役になった[22]。
3. 非親告罪化し、被害者が告訴しなくても検察が事件を起訴できるようにした[38][68]。性犯罪を親告罪化していた理由は、被害者の名誉やプライバシーを保護することにあった[25]。しかし、被害者みずからが被害を訴えなければ加害者を処罰できないため、逆恨みなどを恐れ、訴えることが難しい状況が続いていた[24][25][22]。法改正で非親告罪に変わり、強盗などと同じく、被害者が意思を示しているかどうかにかかわらず、事件の認定をもって処罰ができるようになった[24][25][22]。
4. 強姦罪の法定刑引き上げ及び非親告罪化により、「集団強姦等罪」を廃止した[66][22]。
5. 「監護者性交等罪」「監護者わいせつ罪」を新設し、18歳未満の子どもを監護（生活全般を支える）する親や児童養護施設職員などが、その影響力に乗じて性交・わいせつ行為を行った場合は、暴行や脅迫がなくても処罰されるようになった[38][25]。
6. 罪名が強姦罪から強制性交等罪に改定されたことに伴い、刑法178条2項の「準強姦罪」（3年以上の懲役）は「準強制性交罪」（5年以上の懲役）に、刑法181条の「強姦致死傷罪」（無期または5年以上の懲役）は「強制性交等致死傷罪」（無期または6年以上の懲役）に、刑法241条の「強盗強姦罪」（無期または7年以上の懲役）は「強盗・強制性交等罪」（無期または7年以上の懲役）に、「強盗強姦致死傷罪」（死刑または無期懲役）は「強盗・強制性交等致死傷罪」（死刑または無期懲役）へと変更された[68][40]。
  - 「強制性交等致死傷罪」は、強制性交等により被害者を死亡・負傷させた場合に成立し、結果的加重犯として罪が重くなる[83]。
  - 「強盗・強制性交等罪」は、強盗犯人が強姦をした場合や強姦犯人が強盗をした場合であり、強盗罪や強制性交等罪よりも罪が重くなる[25][68][22]。結果として死亡させた場合は死刑または無期懲役となる[25][68]。
  - これらの罪は未遂も処罰される（刑法180条、243条など）[68][40]。

### 監護者性交等罪（2017年創設）
性虐待の実情を鑑み、関係性を利用した強姦の中でも特に被害者の拒否が難しいと考えられることや、その後の人生に与える影響の深刻さから、「監護者性交等罪（刑法179条2項）」「監護者わいせつ罪（刑法176条）」が新設された。「監護者」とは、親などの生活や生計を共にし、保護・被保護、依存・被依存の関係にある者を監護する者のことである。これにより、監護者（実親や養親、養護施設の職員など子どもを監護する立場の人）が、18歳未満の子どもが自分の言葉を信じていることを利用したり、生活の面倒をみているという立場を利用して性交やわいせつな行為をした場合は、「暴行・脅迫」がなく、子どもの同意がある場合も罪に問われることになった。刑法改正前は、親子などの監護者と被監護者の間では、「暴行・脅迫」がない場合は強姦罪等よりも量刑が軽い児童福祉法違反（淫行、10年以下の懲役または300万円以下の罰金）で処分される例が多かったが、この法改正により強制性交等罪と同じく5年以上20年以下の有期懲役という重い罰則を科すことが可能となった。ただし、「監護者」は、同居して子どもの身の回りの世話をしている者に限定されており、その範囲が非常に狭いことが指摘されている。部会における議論では、被害者に対して強い影響力を持つ教師、スポーツ指導者、雇用主等も対象に含めるべきとの意見が出たが、具体的な事情を考慮すると規定が曖昧化しかえって抜け道が生じかねない等の理由から、改正法案には含まれなかった。被害者団体や支援者らは、そもそも「『暴行・脅迫要件』の立証が課せられる『性交同意年齢（13歳、性行為への同意を自分で判断できるとみなす年齢）』が他国と比べても低すぎること」「監護者以外であっても、地位・関係性を利用した性加害をした場合には、『暴行・脅迫』が無くても罪に問えるように法改正すること」などを求めている。2019年のフラワーデモのきっかけとなった事案では、父親が精神的支配下に置いていた娘（19歳）の意思に反して性交し、「暴行・強迫要件」による「抗拒不能」にあたらないとして1審で無罪判決になっている。
この監護者性交等罪の創設にあたっては、日本弁護士連合会（日弁連）が、「親子間で真摯な性交（子どもがその意味を理解し同意する性交）がないとは言えない」として反対し、被害者支援57団体は「子どもは保護して育ててもらっている親にノーと言えるのだとさえ思っていない」「何をしているのかを理解できず、怖さのあまり、抵抗することも拒否を示すこともできなかった」と抗議を行った。

### 2017年の改正の課題
- 強制性交等罪の「暴行・脅迫」の要件が据え置かれた[42][76][89]。強制性交等罪は、13歳未満の場合は、「暴行・脅迫」がなくても、その事実が立証できれば犯罪となるが[42][76][89]、13歳以上の場合には、「同意していないこと」に加え、加害者が「暴行や脅迫」して犯行に及んだことや、「抵抗できない状態（抗拒不能）につけ込んだ」ことを証明しなくてはならない[4][89][42]。また、犯罪が成立するには、加害者が「被害者の同意がないことや、抗拒不能を認識していること」が必要であり、この認識がなければ、故意が否定されて無罪となることがある[11][76][42][75]。この刑法では、どのような行動が犯罪となり、どのような行動なら犯罪とならないのかの基準が明確ではなく、裁判所は証拠から「経験則」に基づいて事実認定をするため、裁判官の「経験則」が異なると、同じ証拠でも異なる判決になっていた[90][91][92][76][75][93]。裁判官の判断が予測できないため、監視カメラや録音、病院の診察内容や診断書等の客観的な「暴行・脅迫」の強い証拠が無い場合、検察は起訴に消極的で、警察は被害届を受けることに消極的である[94][76][42][95][91][96][97][98][99]。性被害者の当事者団体「一般社団法人Spring」の調査では、事件を警察に相談した208人のうち、被害届が受理されたのは約半数の104人で、うち14人が検察で不起訴になり、裁判で有罪になったのは8人だった[100]。性暴力救援センター「SARC」の調査ではセンターに相談した人のうち、警察へ被害届を出したり相談したのは半数以下であり、SARCが警察へ同行支援したケースでは、被害届の不受理が25％、不起訴5.5％、有罪判決2.7％で、被害届を受理しない理由では「暴行・脅迫要件の壁」が目立っていた[96][97]。法務省の調査では、不起訴処分（嫌疑不十分）になった548件のうち、強制性交罪の不起訴が380件で、内訳は「暴行・脅迫があったと認めるに足りる証拠がない（134件）」「暴行・脅迫が被害者の反抗を著しく困難にさせる程度であったと認めるに足りる証拠がない（54件）」などとなっていて、強制性交罪の不起訴のうち52%が「暴行・脅迫要件」を満たさずに不起訴になっていた[98][101][55]。
- 公訴時効が短い。強制性交等罪の時効は10年だが、被害者が自分の経験を人に伝えられるまでには長い時間がかかる[38]。
- 監護者の範囲が狭い[38][102]。日本には教師と生徒、上司と部下、医者と患者、宗教指導者と信者などの「地位・関係性を利用した性加害」を裁ける類型がないため、対等な関係性でない2者間の力関係が考慮されずに裁かれている[38][22][24]。「地位・関係性を利用した性加害」は、「居場所・仕事を失うかもしれない」などの不安から抵抗することが困難であり、暴行や脅迫がなくても性暴力を行えるという実態を踏まえる必要がある[38][22][24]。
- 性交同意年齢（性行為の意味を理解し、同意を自分で判断できるとみなす年齢）が、明治時代の刑法のまま13歳で据え置かれた[89]。
- 配偶者（夫婦）等間の「強制性交等罪」について明文化されていない[103][85]。
- 「男性器の挿入」が条件で、指や器具、異物の挿入による性暴力が対象にならない[24][82]。実際に起きている性被害は、男性器を挿入されることだけではなく、特に性的マイノリティーの被害は、男性器が介在しないこともある[24]。当事者などは、「性器規定」を撤廃し、「指や器具等による性暴力」を規定することを求めている[24][82][104][105][24]。
- 「障害に乗じた性暴力」を防ぐ規定がなく、準強制性交等罪の構成要件である「心神喪失・抗拒不能」に乗じたと解釈して、処罰されている[106]。しかし、障害によっては性暴力自体を認識できなかったり、立証することが難しく、施設関係者や指導的な立場の人との力関係が背景にあることもある[106]。発達障害や知的障害などのある人は性暴力に遭いやすく、障害のある人は、ない人の約2 - 3倍、性暴力を経験している[107][108]。性暴力被害者の支援団体は、「地位・関係性に基づく性犯罪として『被害者としての障害児/障害者』の概念を刑法に入れるよう」せめて「『準強制性交等罪』の『抗拒不能』の要件に『被害者が障害児/障害者であること』を盛り込むよう」求めている[109][106]。
- 刑法改正にあたり、検討会の委員からは「性犯罪に対する対応としては刑法の規定の改正以外にもいろいろある、というより、むしろそちらの方が中心であるべき」「犯罪への対策、その最善のものは社会の在り方のほうを変えること」という発言があり、刑法改正に加え、性暴力防止のための教育、被害者支援のためのワンストップ支援センターの拡充や刑事裁判における被害者支援の充実等、社会の様々な場面での性犯罪対策が求められた[40]。

### 夫婦間の性的DV

ドメスティックバイオレンスの認識を広げるためのパープルリボン

2017年の法改正では刑法に明文化されなかったが、現状では夫婦間であっても、ドメスティックバイオレンス（DV、家庭内暴力）に該当する強制性交の罪が問われるという考え方が有力であり、内閣府は「『嫌がっているのに性的行為を強要する』『中絶を強要する』『避妊に協力しない』といったものは、夫婦間の性交であっても、刑法第177条の強制性交等罪に当たる場合があります（夫婦だからといって、暴行・脅迫を用いた性交が許されるわけではありません）」と説明している。
戦前は「夫婦間で強姦罪は成立しない」とする否定説が通説であり、その後も家父長制よる女性差別的な価値観やプライベートな問題であることなどから、夫婦間の強制性交の問題が語られることは少なかった。そのような中で、徐々に「強姦罪が夫婦間で成立するか」という議論がされ、裁判でも争われるようになった。
2023年の法改正で、配偶者（夫婦）間の不同意性交等の罪が成立することが、刑法に明文化された。

### 2019年3月の無罪判決

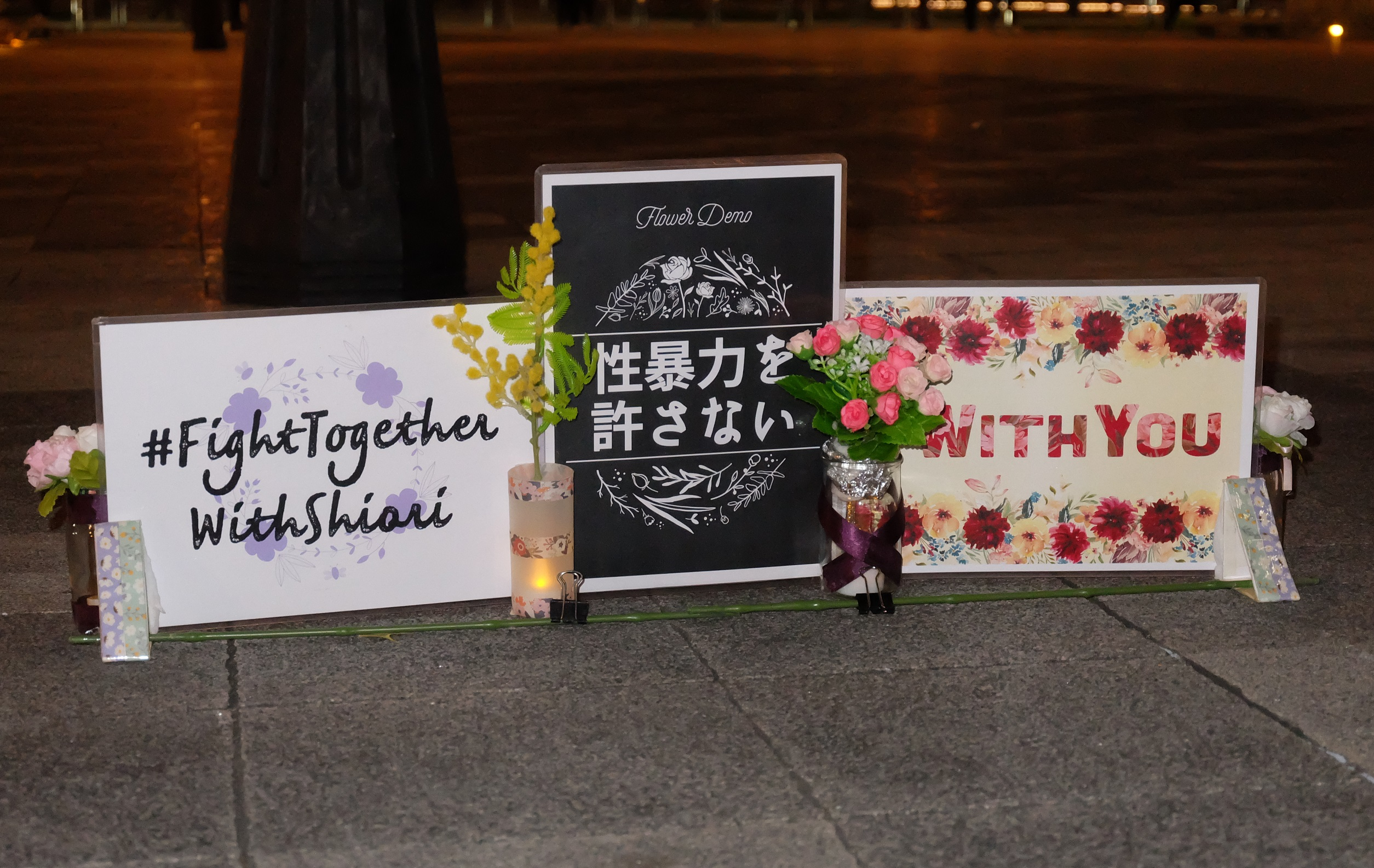
フラワーデモ東京の参加者が作ったメッセージボード

2019年3月、性犯罪に関する無罪判決が4件相次ぎ、刑法の要件が厳しすぎるため加害者が罪を免れているとして、各地で被害の実態を訴える「フラワーデモ」が始まるきっかけとなった。特に、19歳の実娘への性的暴行罪が問われた判決では、娘の同意がないと認めながら無罪としたことから大きな波紋を呼んだ。この4件のうち1件は検察官が控訴せず無罪が確定したが、3件は控訴により逆転有罪となった。
- 3月12日、テキーラなどを大量に飲まされ、酩酊状態で性交をされた準強姦罪が、「女性は『抗拒不能』であったが、被告人は女性が抗拒不能であったことの認識がなく、性交について承諾ありと誤信した」として、故意が否定されて無罪判決になった[76]。2020年2月5日、控訴審が行われ、前回と同じ証拠で逆転有罪判決となった[76]。
- 3月19日、静岡地方裁判所の裁判員裁判で審議された強制性交等致傷罪が、「被告人の暴行が女性を抵抗困難にした」と認定されたものの、「被告は女性が抵抗困難であったことの認識がなく、故意が認められない」として無罪判決になった[117][92][11]。この裁判では検察官が控訴せず、無罪が確定した[75][92][11]。
- 3月26日、事件当時19歳の実娘が父親に性交をされた準強制性交等罪が、「娘の同意がなく長年の虐待で父親の精神的支配下に置かれていた」と認定されたものの「抗拒不能だったとはいえない」として無罪判決になった[46][42][75]。長女は、中学2年生の頃から性交を含む性的虐待を受け続け、殴る蹴るなどの暴行の存在も認定されていた[46][42]。2020年3月12日、控訴審が行われ、「娘は性的虐待を受け続けたうえ父親から学費や生活費の返済を迫られるなど、要求を拒否できない心理状態だった。性欲のはけ口にした卑劣な犯行で被害者が受けた苦痛は極めて重大で深刻だ」として逆転有罪判決となった[46][42][75]。父親は上告したが、棄却され有罪が確定した[46]。
- 3月28日、事件当時12歳の実娘が父親に性交をされた強姦罪が、「被害者の証言は信用できない」として、行為があったこと自体が認められず、無罪判決になった[117][116]。2020年12月21日、控訴審が行われ、「1審は証拠の評価を誤り、不合理な認定をした」「卑劣で悪質な犯行で常習性も認められる」として逆転有罪判決となった[93][117][118]。父親は上告したが、棄却され有罪が確定した[93][117][11]。

### 「凍りつき」についての指摘
強制性交等罪の「暴行・脅迫要件」は、「性行為を犯罪として処罰するには、『相手が同意していないこと』に加えて、加害者が被害者に暴行や脅迫を加えるなどして、『抵抗できない状態につけこんだ』ことが立証されなくてはならない」とあり、司法の場では「被害者が抵抗できたはず」という考えが前提になっている。しかし、実際に性暴力被害を受けたとき、「声が出せない」「体が動かない」「頭の中が真っ白になる」「記憶がない」という『凍りつき（フリーズ）』の反応がおこることが少なくない。スウェーデンの緊急レイプセンターによると、被害者の7割の人は、恐怖で体が硬直するという調査がある。また、被害を最小限に抑えるための防衛反応として、速やかに、あるいは積極的に行為に応じてしまう「迎合反応」が起こることや、身体から意識が切り離される「解離」が起こることもある。戦うか逃げるか、凍りつくか、迎合、解離するかは、体の無意識の反応であり、理性や意志でコントロールできるものではないとされる。

### 不同意性交等罪を求める動き

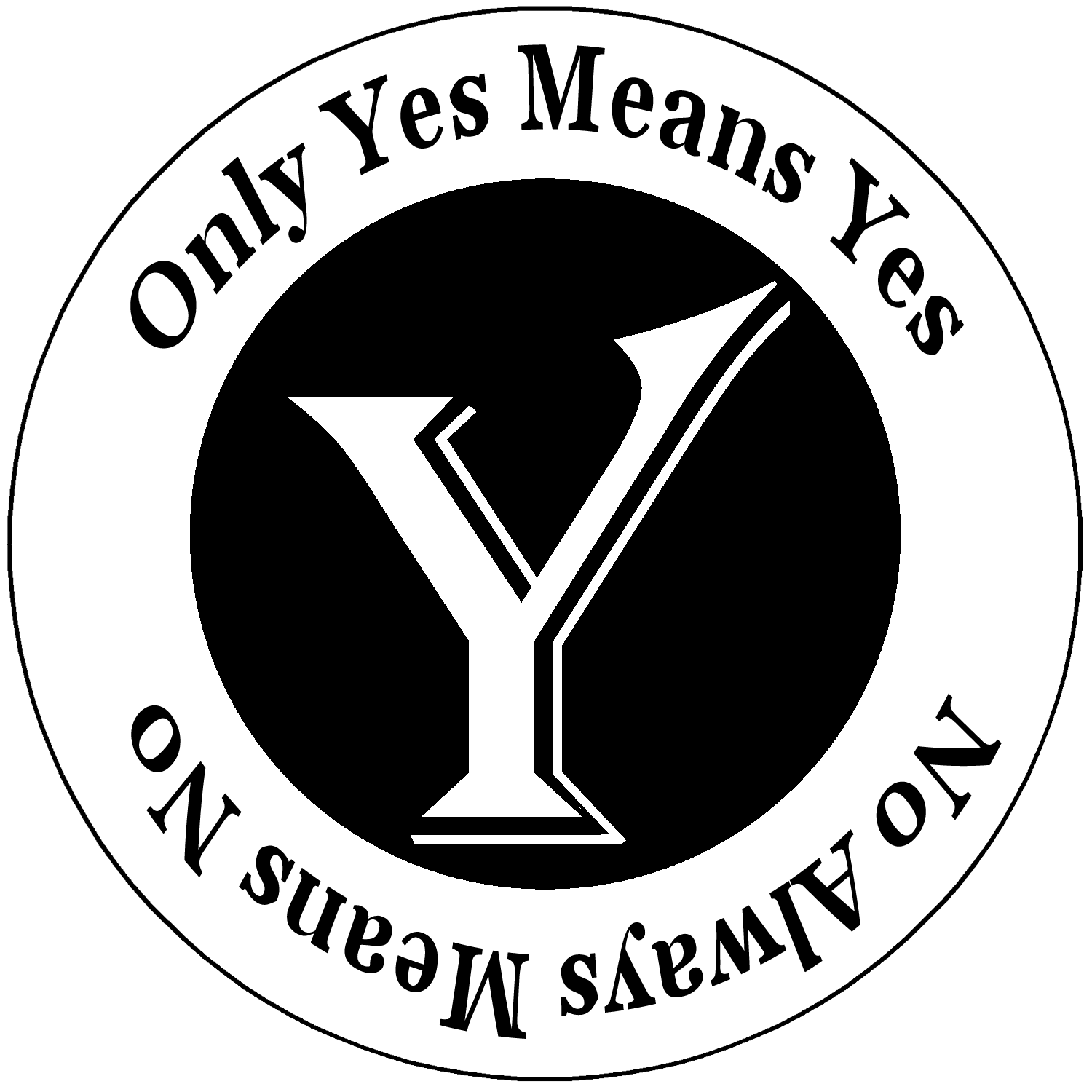
"イエス・ミーンズ・イエス"キャンペーンのロゴ

世界の法律における性的同意
性犯罪の成否は「同意の有無」、夫婦間の強姦が違法
性犯罪の成否は「暴行・脅迫の有無」、夫婦間の強姦が違法
性犯罪の成否は「同意の有無」、夫婦間の強姦が合法
性犯罪の成否は「暴行・脅迫の有無」、夫婦間の強姦が合法

2014年に発効したイスタンブール条約（女性に対する暴力と家庭内暴力の防止と撲滅に関する欧州評議会条約）は、「同意に基づかない性的行為を処罰する規定」を設けるよう締約国に求めている。多くの欧米諸国では、レイプ罪や強制わいせつ罪は「被害者の同意がない（またはその能力がない）状態での性行為」を成立要件としている。そして、「ノー・ミーンズ・ノー（No means No）＝同意のない性行為を処罰する」型だけでなく、「イエス・ミーンズ・イエス（Yes means Yes）＝相手の自発的な参加を確認しない性行為を処罰する」型の性的同意を採用をする国や地域が広がっている。スウェーデンやスペイン、フィンランド、デンマーク、アイスランドなどは「Yes means Yes」型の刑法であり、相手が積極的な同意を示さないまま行った性行為はすべて違法とされる。
- 2020年、日本学術会議は、「刑法改正にあたっては、国際人権基準に則り、諸外国の刑法改正を参考にして、少なくとも『同意の有無』を中核に置く規定（『No means No』型）に刑法を改める必要がある。その上で、「性的自己決定権』の尊重という観点から、可能な限り『Yes means Yes』型（スウェーデン刑法）をモデルとして刑法改正を目指すことが望ましい」と提言した[131]。
- 2021年2月10日、性暴力被害者の支援などに携わる13団体による「刑法改正市民プロジェクト」は、同意のない性行為を犯罪とする「不同意性交等罪」の創設を求める約6万1千人の署名を法務省に提出した[49][50]。現行の刑法では、「暴行・脅迫」や「心神喪失・抗拒不能」な状態がないと罪が成立しないため、被害者側は、「地位・関係性を利用した性犯罪」や「心身が硬直して動けなくなる」などの実態が理解されていないと批判し、「意思に反して」という点だけを構成要件とした「不同意性交罪」を求めている[132][133]。性的行為における「同意」は、両者に対等な関係性がなければ成立しないが、日本では対等な関係性が築かれていない2人の間の性的行為においても、法が求める「暴行・脅迫要件」により抵抗の有無を被害者が問われ、不同意であったことが認められても、加害者側の「同意していたと思った」という証言によって無罪となる事態が起きている[43]。加害者自身、それが性暴力だという認識が無いケースも多く、同意に基づかない性的行為は犯罪として罰せられることが明確になれば、加害側の認識不足によって起こる性暴力は減っていくと見られている[43]。

2023年2月24日、法務省は改正案に関し、「強制性交罪」を「不同意性交罪」に罪名変更する方針を示した。「意思に反して」という点だけで処罰する成立要件は「内心のみを要件にすると処罰範囲が曖昧になる」として見送ったが、要綱でまとめられた条文には「同意しない意思」との文言が使われ、被害者の意思も重視していることが示された。このため、被害者側は実質的に同罪を具体化した条文にあたるとして罪名変更を要請し、法務省が検討を重ねていた。

## 2023年の改正（不同意性交等罪に改称）
2023年2月3日、法制審議会の部会で、性犯罪の実態に合わせた刑法改正の要綱案がまとまった。

2月24日、法務省は、「強制性交等罪」と「準強制性交等罪」を統合して「不同意性交等罪」に罪名変更する案を示した。

3月14日、内閣は刑法改正案を閣議決定し、国会に提出した。
6月16日、国会で法案が可決・成立し、6月23日に公布、7月13日に施行された。
強制性交等罪・準強制性交等からの変更点
- 罪が成立する8つの行為や状況を具体化し、「同意のない性行為は許されない」ことを明確にした。この8つの行為や状況は、今までの「抗拒不能」要件の解釈として、それぞれの裁判例でゆるやかに解釈して処罰されていた事案を類型化し、判断基準となるよう明確な文言に書き出したものである[4][14][11][55]。「抗拒不能」の解釈は、裁判官や警察官によって大きな幅があったため、判決や被害届の受理などの対応がバラついていた[55][14]。処罰される範囲が広がったのではないが、条文の中で明文化することにより、警察官の被害届の受理、検察官の起訴、裁判官の有罪にする確率に影響を与え、処罰されるべきものが適切に処罰されるようになる可能性がある[55][14][11][4]。
- 公訴時効の延長。被害にあってからすぐに訴え出るのが難しいという性被害の特徴を踏まえ、不同意性交等罪について、公訴時効が10年から15年に延長された[136][8]。被害者が未成年の場合は、被害だと認識できるまでにより時間がかかることなどから、時効の起点を18歳とする（例えば15歳で被害を受けた場合は、18歳+15年=33歳まで公訴が可能）[59][60][8][61]。

世界の性交同意年齢
13
14
15
16
17
18
結婚しなければならない
州や行政区によって異なる/曖昧

- 性交同意年齢の引き上げ。「性交同意年齢」（性行為を断る方法や、性行為のリスクに関する正しい知識を持っていると見なされる年齢）を、現在の「13歳以上」から「16歳以上」に引き上げた[136][144][141]。これにより、16歳未満の子どもと性的行為をすると、相手が同意していても処罰の対象になる[15]。ただし、13 - 15歳については同世代間の行為は罪に問わず、5歳以上年上の人が対象になる[141][136][8]。13歳未満に対して性的行為を行った場合は、以前と同様に、同意の有無に関わらず罪に問われる[136]。性交同意年齢の変更は、1907年に性犯罪の法律が定められてから初めてである[145]。
- 体の一部（指など）や物の挿入も「性交」扱いになった[8][9][10]。強制性交等罪は、男性器を膣や肛門、口腔内に挿入する/させる行為を処罰対象としていたが、改正刑法では、「膣または肛門に身体の一部または物を挿入する行為」も性交と同じ扱いにすると定めている[8][10]。これにより、電車内の痴漢行為などで、相手の膣に指を入れた場合も不同意性交等の罪になり、5年以上の懲役となる[13][48]。
- 配偶者（夫婦）間の不同意性交等の罪が成立することが明文化された[56]。
- 被害の聴取結果を録音・録画した記録媒体を、証拠として出せる特則がついた[13][11]。
- 「性的面会要求罪」が新設された[4][13][146]。16歳未満の子どもに対してわいせつ目的で、「だましたり誘惑したり、お金を渡す約束などをして会うことを要求した場合や実際に会った場合」「性的な自撮り画像などを撮らせてSNSやメールなどで送るよう求めた場合」は罪に問われる[4][13][146]。面会や画像の「要求」で1年以下の拘禁刑か50万以下、実際に会ったり送らせた場合は2年以下の拘禁刑か100万以下の罰金刑になる[4][147]。ただし、被害者が13 - 15歳の場合は、5歳以上の年齢差を適用の条件としている[4]。
- 性器や下着、性交の様子などを盗撮したり、拡散することを取り締まる「性的姿態撮影罪（撮影罪）」が新設された[5][58][60]。これまでは、各都道府県の迷惑防止条例違反で規制していたため、客室乗務員の航空機内での盗撮は、場所が特定できなければ取り締まることができなかった[148][149]。全国一律の法律になったことで摘発が容易になる[148][149][150]。罰則も3年以下の拘禁刑か300万円以下の罰金に統一され、盗撮画像などの提供や拡散も処罰の対象となる[150]。
- 5年後に性被害の実態や社会の意識、特に性的同意についての意識も踏まえて見直しを検討することや、「不同意性交罪」の時効の延長について、被害申告の困難さに関する調査をするという附則が付いた[52][5][8][53]。

### 2023年の改正の課題
性犯罪の被害者などは、改正を評価する一方で、公訴時効については、被害にあってからすぐに訴え出るのが難しいという性被害の特性から、さらなる延長・撤廃が必要だとしている。また、性暴力のない社会にするために、「何をしたら加害となり、何をされたら被害なのかについての教育の推進」「加害者への再犯防止のための支援」や、被害者に適切な支援を提供するための「相談窓口の周知」などの必要性も指摘している。
- 公訴時効が10年から15年に延長されたが、被害者が自分の経験を認めたり、人に伝えられるまでには長い時間がかかるため、公訴時効を撤廃するか、より長くするべきと訴えている[136][59][51]。海外には時効を撤廃した国もあり、日本でも身体の殺人には公訴時効がない[13][22]。
- 性交同意年齢を「16歳以上」に引き上げる一方、13 - 15歳の場合は「5歳以上の年長者」を要件としていることについて、「5歳差は大きすぎる」という指摘や、「同年代でも、スクールカーストによる性的いじめがあり、こうした現状を考慮する必要があるのではないか」という指摘がある[130][136][14][154]。ただし、附帯決議では「5歳差は両者に対等な関係がありえないと考える年齢差であり、5歳差未満であれば対等な関係であるとするわけではない」としており、5歳差未満であっても8類型のどれかに当てはまる場合がある[52]。被害者団体は、5歳差要件の運用で当罰性のある行為が全て処罰されるかを調査し、必要であれば見直しを行うよう求めている[130]。
- 「性的姿態撮影罪（撮影罪）」は、アスリート盗撮が含まれないなど範囲が狭く、選手らは法整備の必要性を訴えている[155][156][14]。付帯決議にも「アスリートや客室乗務員に対する盗撮が社会問題となっていることを踏まえ、正当な理由がないのに、性的姿態等以外の人の姿態又は部位（衣服により覆われているものを含む）を性的な意図をもって撮影する行為等を規制することについて検討を行うこと」という課題が入った[157]。
- 8類型の1つに留まった「地位・関係性を利用した性犯罪」については、「教師と生徒」「障害者と介護者」「施設の職員と入所者」「宗教指導者と信者」など、明らかに対等性を欠く状況につけこんで性行為をする人について、対象となる関係性を明記した処罰類型の新設を求めている[13][14][130]。
- 障がいがある人への性犯罪規定は、それぞれの障がい特性を踏まえた法設計が必要であるため、その創設に向けた議論の継続を求めている[130][158]。
- 「被害者が同意しない意思を表すことが難しい状態」にさせた場合は罪に問えるとしたことについては、「積極的な同意がなければ罪に問える」という「Yes means Yes」型の刑法を目指して、さらなる見直しを求めている[136][130]。
- 構成要件が変わっても、証拠がなければ有罪にならないことは変わらないため、客観的な証拠を残すための検査キットや24時間証拠採取ができる医療機関、ワンストップ支援センターにおける証拠保全体制の強化など、被害者支援の拡充を求めている[14][159]。また、立証責任が検察官にあることも変わらないため、検察官が丁寧で慎重な捜査・審議を行い、冤罪を防ぐための取締りの可視化や弁護人の立会権、勾留期間の短縮などが求められている[14]。
- 刑事弁護士は、新たに設けられた8項目には、要件が明確なものと曖昧なものが混ざっているとして、「処罰される対象が事実上広がり、えん罪を生むおそれがある」と懸念を示している[136][160]。この懸念について、元刑事裁判官で法政大学法科大学院の水野智幸教授は、「これまで裁判官が抽象的な条文を基準に考えていたことを明文化した形で、処罰範囲を拡大するものではないと考える」「これまでは何が犯罪か抽象的でわかりづらかったので被害の申告や捜査がしづらい面があったが、それが解消されるので、本来処罰されるべきものがきちんと捜査され、有罪とされるケースは増えるだろう」「具体的な要件を当てはめる際に安易に拡大適用をしてはいけないし、その意識を捜査機関と裁判所が徹底し、本来処罰されるべきでない人が処罰されないようにする必要がある」と述べている[4]。

## 被害の実態
| 年度   | 認知件数 | 被疑者 | 被疑者 | 被害者 | 被害者 |
| 年度   | 認知件数 | 男     | 女     | 男     | 女     |
| ------ | -------- | ------ | ------ | ------ | ------ |
| 2021年 | 1,388    | 1,244  | 7      | 58     | 1,330  |
| 2020年 | 1,332    | 1,173  | 4      | 72     | 1,260  |
| 2019年 | 1,405    | 1,172  | 6      | 50     | 1,355  |
| 2018年 | 1,307    | 1,084  | 4      | 56     | 1,251  |
| 2017年 | 1,109    | 906    | 4      | 15     | 1,094  |
| 2016年 | 989      | 871    | 4      | 0      | 989    |

2020年度に内閣府が行った調査では、異性から無理やり性交された経験があると答えた女性は14人に1人だったが、そのうち警察に相談したのはわずか6.4％である。さらに客観的な証拠が無い場合、被害届が警察に受理されないというケースもあり、「強姦事件」としてカウントされるのは、ほんのわずかである。また、男性は100人に1人が無理やり性交された経験があったが、誰にも相談していない割合が女性よりも高く、被害者の多くが1人で苦しんでいる実態が分かった。
内閣府の「性犯罪・性暴力被害者のためのワンストップ支援センター」の相談件数は2021年度に5万件以上あったが、誰かに相談できた被害者のうち、ワンストップ支援センターに相談した人は0.6％だった。性暴力の被害に遭ったときの対応には、証拠の採取や緊急避妊薬を飲むなど、急を要するものがあるが、性暴力の被害に関する電話相談のうち、72時間以内に寄せられたものは14.7％だった。一方で、同年度の警察による強制性交等の認知件数は1388件にとどまっている。

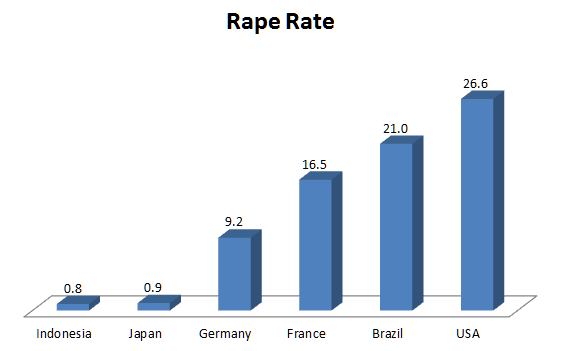
国連薬物犯罪事務所（UNODC）: 人口10万人あたりのレイプ報告件数（2011年）。左から2番目が日本

国ごとに「強姦事件」が成立する条件が異なるため、日本は統計上は強姦の発生率が低い国になっている。先進国で強姦事件の認知件数が最も多いスウェーデンでは、「強姦」は、膣や肛門への指や物の挿入や、自慰行為の強制等も含まれる。2018年からは「暴行・脅迫要件」も撤廃され、「イエス」という自主性を確認できない性行為は犯罪になった。また、被害届を出しやすい環境も整っている。ストックホルムのレイプ救急センターは365日24時間体制で被害者を受け入れ、被害から10日後までレイプキットによる検査ができる。検査結果は6カ月間保管されるため、被害者が検査や治療、カウンセリングを受け、一連の処置が終わった後に警察へ届け出を出すかどうかを考えることができる。男性被害者専門のカウンセラーが対応する男性のレイプ救急センターも併設され、トランスジェンダーの被害者も受け入れている。子どもへの性教育も義務化され、危険から身を守る知識を学校で得られるよう、幼稚園の頃から、胸や性器といった他者が触れてはいけない部分があると教えている。国際的に性教育は基本的人権の1つとされ、性行為や避妊方法、性暴力、性感染症、ジェンダー論など、包括的な性教育をおこなう国は少なくない。
日本においても2023年度から、性暴力の被害者、加害者、傍観者にならないための新しい教育が始まった。発達の段階ごとに「生命の大切さ」「自分や相手を尊重し、大事にすること」「性暴力の根底にある誤った認識や行動」「性暴力が及ぼす影響」「性暴力の被害にあったときの適切な対応の仕方」などを学習する。性犯罪の被害者が、学校で性暴力について正しく学んでいたため、ワンストップ支援センターに連絡し、事情聴取や刑事裁判を乗り切ることができたという事例も存在する。なお、2023年には山中の車内で殴り、殺害をほのめかすなど脅迫のうえ女子大学生に性的暴行を加えた後、行為が同意だった旨の書面を作成させたとして強制性交等致傷と強要罪で男（29）が逮捕された事案もある。

## 被害者になった場合
- ひどい怪我を負わされた場合、迷わず救急車を呼ぶか、救急外来で手当を受ける[183]。
  - 女性被害者の約50％で性器または性器以外の外傷が生じる[184]。男性被害者は身体的外傷を負う場合が女性よりも多い[184]。
- 着替えたり、シャワーを浴びたり、トイレに行かずに、ワンストップ支援センター「#8891」または「#8103（警察の性暴力専門の相談電話）」に連絡する[185][186]。
  - 着替えた場合は衣服や持ち物などはそれぞれ未使用のビニール袋に入れて口を絞め、体の付着物を拭き取ったティッシュペーパーなども個別のビニール袋に入れて口を絞める[185][187][188]。

レイプキット

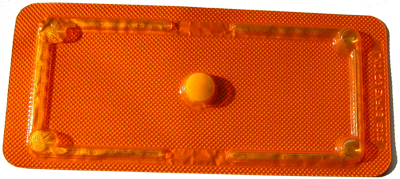
緊急避妊薬「ノルレボ錠」

- 証拠採取のできる医療機関は限られるため、ワンストップ支援センターや警察が紹介する専門の病院を受診する[188][99]。
  - 性犯罪では、事件捜査の過程で診断書が必要になる場合があり、レイプキットによる加害者のDNAや体毛などの証拠の採取、警察への連絡、被害者が負傷していたり、他の病気のリスクもあるため、緊急避妊薬の処方も含めて医師の診察が必要になる[189][103][190]。
  - 性犯罪被害の場合には、警察に通報（届出）した場合は、緊急避妊薬、レイプキットの費用、性感染症検査費用、人工妊娠中絶費用、初診料、診断書料、カウンセリング費用について一定額まで公費で負担される[190][191][192]。通報は、告訴する・しないとは無関係である[190]。
  - 女性の場合は、緊急避妊薬が有効な72時間以内に産婦人科医を受診する[99]。72時間を経過した場合も、1週間以内であれば子宮内避妊器具（IUD）の留置により妊娠を防ぐことができる場合がある[193]。
  - 男性の場合は、被害部位にもよるが、泌尿器科あるいは肛門科（消化器外科）を受診する[183][194][195]。
  - 男女問わず、子どもが被害を受けた場合は、警察または児童相談所（共通ダイヤル「189」[196]）に連絡する[197]。小児科医でも診察対応が可能な場合がある[198]。
  - 性感染症の検査は、複数回にわたって行う[190]。被害から2週間後の検査でクラミジアや淋病などの感染が分かり、他にも梅毒（1ヶ月後）、HIV感染症（2ヶ月後）などの検査を受けて早期治療を行う[103]。
  - レイプキット：加害者の体液や体毛を採取してDNA検査をしたり、血液・尿検査で薬物を飲まされていないか調べるなど、証拠保全をする検査一式[103]。日本では、レイプキットの代金を被害者が先払いするが、警察に通報すれば医療費の払い戻しが受けられる[199][99]。
  - 捜査用薬物検査キット「D1D Plus（ディーワンディープラス）」：2023年4月、「デートレイプドラッグ」を使った性犯罪が相次いでいることを受け、都内の全警察署に配備された[200][201]。尿に含まれる睡眠薬などの薬物成分を数分で検査でき、早期に捜査を始められる[200][202]。
- ワンストップ支援センター「#8891（はやくワンストップ）」は、発信場所から最寄りの支援センターにつながり、専門知識をもった相談員が、被害者の性別やセクシュアリティは問わずに、病院や警察、弁護士、その他の関係機関と連携しながら「医師による心身の治療」「相談・カウンセリング等の心理的支援」「捜査関連の支援」「法的支援」などの適切な支援に繋げる[103][190][203][204][205]。支援センターでは、無償で裁判所・警察などへの付き添い、各種手続きの手伝いなども行っている[206][207][208]。性犯罪に詳しい弁護士を紹介してもらえることもあり、弁護士費用についても負担を軽減するためのさまざまな法的支援制度がある[187][209][210][190]。
  - 2023年2月現在、ワンストップ支援センターの一部が、24時間365日受付にはなっていないため、緊急時の性被害は、「#8103（ハートさん、警察の性暴力専門の相談電話。各都道府県警察の性犯罪被害相談電話につながる）」や110番で警察に連絡して証拠保全と治療を受けることもできる[211][212][213]。
- 様々な事情で電話し辛い場合は、チャットやメールで相談ができる「Cure time（キュアタイム）」に連絡する[214][215]。対処法や医療機関の案内のほか、状況に応じて、警察などに連絡する体制も整っている[214][215]。
- 刑事裁判の際は、「被害者の氏名や住所などを明らかにしない」「テレビ電話で繋いだ別室から証言できる」など、犯罪被害者に配慮した取り組みが行われている[11][216][注釈 4]。